# Garovaglia lepida
Garovaglia lepida är en bladmossart som först beskrevs av C. Müller, och fick sitt nu gällande namn av Mitten 1882. Garovaglia lepida ingår i släktet Garovaglia och familjen Pterobryaceae. Inga underarter finns listade i Catalogue of Life.